# Michael D. Moore
Michael D. Moore, pseudonimo di Michael D. Sheffield (Victoria, 14 ottobre 1914 – Malibù, 4 marzo 2013), è stato un attore e regista statunitense, attivo con il fratello Patrick "Pat" Moore come attore bambino nel cinema muto tra il 1917 e il 1927 e noto quindi da adulto come aiuto-regista in importanti produzioni cinematografiche con registi famosi come Cecil DeMille, John Sturges, John Huston e Steven Spielberg.

## Biografia
Michael Sheffield nasce nel 1914 a Victoria, British Columbia, Canada, dove il padre era da poco giunto dall'Inghilterra per lavorare nell'industria di costruzione delle navi. Nel 1915 la famiglia si trasferisce a Santa Barbara in California ed al piccolo Michael e al fratello Patrick viene offerta la possibilità di recitare come attori bambini nell'industria cinematografica. Il contratto di lavoro per i due fratelli è stipulato sotto il cognome della madre, Norah Moore, un'attrice irlandese con un passato importante al Gaiety Theatre di Dublino, la quale incoraggia i figli a seguire la carriera attoriale. Da allora Michael Sheffield sarà conosciuto come Michael "Micky" Moore.
Il primo film a portarlo alla ribalta fu Una povera bimba molto ricca (1917) con Mary Pickford. Nel 1919, sul set del film For Better, for Worse con Gloria Swanson, Micky incontra il regista Cecil DeMille, il quale gli farà sempre da maestro e mentore nella sua carriera.  
Micky (or Mickey) ha ruoli di rilievo in importanti produzioni cinematografiche come All Souls' Eve (1921) con Mary Miles Minter; The Lost Romance (1921);  The Dramatic Life of Abraham Lincoln (1924), in cui interpreta il ruolo del figlioletto Willie Lincoln; e No Man's Gold (1926) con Tom Mix. Con Cecil DeMille lavorerà ancora in Something to Think About (1920), La corsa al piacere (1922) e quindi nel ruolo finale e più celebre della sua carriera di attore bambino, quello del giovane apostolo Marco nel film Il re dei re (1927).
Anche il fratello Patrick "Pat" Moore (1912-2004) fu impiegato negli stessi anni in numerose produzioni cinematografiche, anche lui in ruoli analoghi di supporto, inclusa la parte del figlio del faraone ne I dieci comandamenti (1923) di Cecil DeMille.
Il passaggio dal cinema muto al sonoro coincide per i due fratelli con la fine dell'infanzia. Nessuno dei due riuscirà a proseguire la carriera di attore. Furono anni difficili segnati dalla Grande depressione. Per qualche tempo Micky troverà lavoro sulla navi da pesca. Alla fine, grazie ancora all'interessamento di Cecil DeMille i due giovani fratelli ebbero l'opportunità di tornare a lavorare a Hollywood, questa volta come impiegati dei Paramount Studios. Mentre Patrick si specializza nel sound editing, Michael dopo lunghi anni di apprendistato come attrezzista comincio' a lavorare, dalla fine degli anni Quaranta, come aiuto-regista in film sempre più importanti. Il grande Gatsby (1949), The War of the Worlds (1953), fino a diventare l'assistente del suo stesso maestro Cecil DeMille nel film I dieci comandamenti (1956). 
Da allora Michael D. Moore diventa un collaboratore prezioso in numerose produzioni cinematografiche della Paramount: da Sfida all'O.K. Corral (1957), a sette film con Elvis Presley. 
Negli anni Sessanta Moore dirige come regista anche diversi film al cinema e alla televisione. incluso il film Paradiso hawaiano (1966) con Elvis Presley. 
Piuttosto che ricercare una carriera in proprio, Michael si specializza come "second unit director" con responsabilità per le scene di azione, divenendo un'autentica autorità nel suo campo in film come Butch Cassidy and the Sundance Kid (1969), Patton (1970), e The Man Who Would Be King (1975).
Negli anni Ottanta comincia la sua lunga collaborazione con Steven Spielberg. Sua è la responsabilità primaria nelle direzione delle famose scene di inseguimento nei primi tre film della saga di Indiana Jones: I predatori dell'arca perduta (1981), Indiana Jones e il tempio maledetto (1984), e Indiana Jones e l'ultima crociata (1989). Negli stessi anni collabora anche alla realizzazione di un film di James Bond: Never Say Never Again (1983). Le sue ultime fatiche sono con la Disney nella produzione de La carica dei 101 - Questa volta la magia è vera (1996), Flubber - Un professore tra le nuvole (1997), e La carica dei 102 - Un nuovo colpo di coda (2000).
Ritiratosi nella sua casa a Malibu, Michael pubblica nel 2009 la propria autobiografia (My Magic Carpet of Films) nella quale  ripercorre le principali tappe di una delle più lunghe carriere nel cinema americano del Novecento. Muore nel 2013, a 98 anni di età. 

## Vita personale
Si sposo' con Esther McNeil nel 1933, dalla quale ebbe 2 figlie. Dopo la morte della moglie nel 1992, si risposo' nel 1997 con Laurie Abdo, alla quale rimase legato fino alla morte di lei nel 2011.

## Riconoscimenti
- Young Hollywood Hall of Fame (1920's)

## Filmografia

### Attore
- Una povera bimba molto ricca (The Poor Little Rich Girl), regia di Maurice Tourneur (1917) - non accreditato
- Naughty, Naughty!, regia di Jerome Storm (1917) - non accreditato
- For Better, for Worse, regia di Cecil DeMille (1919) - non accreditato
- Giglio infranto (Broken Blossoms), regia di D.W. Griffith (1919) - non accreditato
- The Unpainted Woman regia di Tod Browning (1919)
- Why Divorce?, regia di Willian Seiter (1919) - non accreditato
- Polly of the Storm Country, regia di Arthur Rosson (1920)
- In the Heart of a Fool, regia di Allan Dwan (1920) - non accreditato
- Pollyanna, regia di Paul Powell (1920) - non accreditato
- Something to Think About, regia di Cecil DeMille (1920)
- The Price of Redemption, regia di Dallas M. Fitzgerald (1920)
- Out of the Dust, regia di John P. McCarthy (1920)
- Too Much Speed, regia di Frank Urson (1921) - non accreditato
- Exit the Vamp, regia di Frank Urson (1921)
- The Lost Romance, regia di William C. de Mille (1921)
- All Souls' Eve, regia di Chester M. Franklin (1921)
- The Mask, regia di Bertram Bracken (1921)
- Shame, regia di Emmett J. Flynn (1921)
- I Am Guilty, regia di Jack Nelson (1921)
- The Love Charm, regia di Thomas N. Heffron (1921)
- Parted Curtains, regia di Bertram Bracken e James C. Bradford (1922)
- The Rescue (1922) - non accreditato
- La corsa al piacere (Manslaughter), regia di Cecil DeMille (1922)
- Una donna impossibile (The Impossible Mrs. Bellew), regia di Sam Wood (1922)
- Truxton King, regia di Jerome Storm (1923)
- Mine to Keep, regia di Ben F. Wilson (1923)
- To Go Getter, regia di Edward H. Griffith (1923) - non accreditato
- Reality, regia di John P. McCarthy (1923) - non accreditato
- The Courtship of Miles Standish, regia di Frederick Sullivan (1923) - non accreditato
- The Lullaby, regia di Chester Bennett (1923) - non accreditato
- The Dramatic Life of Abraham Lincoln, regia di Phil Rosen (1924)
- Cytherea, regia di George Fitzmaurice (1924)
- The Man from Red Gulch, regia di Edmund Mortimer (1925)
- Flaming Waters, regia di F. Harmon Weight (1925) - non accreditation
- The Lady from Hell, regia di Stuart Paton (1925)
- The Test of Donald Norton, regia di B. Reeves Eason (1926)
- No Man's Gold, regia di Lewis Seiler (1926)
- Good As Gold, regia di Scott R. Dunlap (1927)
- Il re dei re (The King of Kings), regia di Cecil DeMille (1927)
- Turn Back the Hours, regia di Howard Bretherton (1928) - non accreditato
- The Godless Girl, regia di Cecil DeMille (1929) - non accreditato
- This Day and Age, regia di Cecil DeMille (1929) - non accreditato

### Regista

#### Cinema
- Paradiso hawaiano (Paradise, Hawaiian Style) (1966)
- An Eye for an Eye (1966)
- The Fastest Guitar Alive (1967)
- I mercenari di Macao (Kill a Dragon) (1967)
- Buckskin - I conquistatori del West (Buckskin) (1968)
- Mister Deathman (1977)

#### Televisione
- Per favore non mangiate le margherite, serie TV (1 episodio, 1967)
- Bonanza, serie TV (1 episodio, 1967)
- Hondo, serie TV (4 episodi, 1967)
- Amazing Stories, serie TV (1 episodio, 1985)

### Aiuto-regista e dal 1969, "second-unit director"

#### Second Assistant
- Rope of Sand, regia di William Dieterle (1949)
- Il grande Gatsby, regia di Elliott Nugent (1949)
- Sansone e Dalila, regia di Cecil DeMille (1949)
- I cavalieri dell'onore, regia di Leslie Fenton (1949)
- Le furie, regia di Anthony Mann (1950)
- Submarine Command, regia di John Farrow (1951)

#### First Assistant
- Quando i mondi si scontrano (When Worlds Collide), regia di Rudolf Mat (1951)
- Il figlio di viso pallido (Son of Paleface), regia di Franklin Tashlin (1951)
- La guerra dei mondi (The War of the Worlds), regia di Byron Haskin (1953)
- Il mago Houdini (Houdini), regia di George Marshall (1953)
- Occhio alla palla (The Caddy), regia di Norman Taurog (1953)
- I figli del secolo (Money from Home), regia di George Marshall (1953)
- La grande notte di Casanova (Casanova's Big Night), regia di Norman Z. McLeod (1954)
- Più vivo che morto (Living It Up), regia di Norman Taurog (1954)
- Il demone dell'isola (Hell's Island), regia di Phil Karlson (1955)
- Eravamo sette fratelli (The Seven Little Foys), regia di Melville Shavelson (1955)
- Il nipote picchiatello (You're Never Too Young), regia di Norman Taurog (1955)
- Mezzogiorno di... fifa (Pardners), regia di Norman Taurog (1956)
- I dieci comandamenti, regia di Cecil DeMille (1956)
- Sfida all'O.K. Corral (Gunfight at the O.K. Corral), regia di John Sturges (1957)
- Un marito per Cinzia (Houseboat), regia di Melville Shavelson (1958)

#### Second Unit Director
- Butch Cassidy and the Sundance Kid, regia di George Roy Hill (1969)
- Patton, regia di Franklin J. Schaffner (1970)
- L'uomo che volle farsi re (The Man Who Would Be King), regia di John Huston (1975)
- Airport '77, regia di Jerry Jameson (1977)
- I predatori dell'arca perduta (Raiders of the Lost Ark), regia di Steven Spielberg (1981)
- Zorro mezzo e mezzo (Zorro, the Gay Blade), regia di Peter Medak (1981)
- La guerra del fuoco (La guerre du feu / Quest for Fire), regia di Jean-Jacques Annaud (1981)
- Six Pack, regia di Dan Petrie (1982)
- Mai dire mai (Never Say Never Again), regia di Irvin Kershner (1983)
- Indiana Jones e il tempio maledetto (Indiana Jones and the Temple of Doom, regia di Steven Spielberg (1984)
- La tamburina, regia di George Roy Hill (1984)
- Ishtar, regia di Elaine May (1985)
- Lady Blue, film TV, regia di Gary Nelson (1985)
- Sylvester, regia di Tim Hunter (1985)
- National Lampoon's European Vacation, regia di Amy Heckerling (1985)
- Le Palanquin des Larmes, regia di Jacques Dorfmann (1987)
- Una fortuna sfacciata (Outrageous Fortune), regia di Arthur Hiller (1987)
- Willow, regia di Ron Howard (1987)
- L'allegra fattoria (Funny Farm), regia di George Roy Hill (1988)
- Indiana Jones e l'ultima crociata (Indiana Jones and the Last Crusade, regia di Steven Spielberg (1989)
- Toy Soldiers - Scuola di eroi, regia di Dan Petrie (1990)
- Ghostbusters II, regia di Ivan Reitman (1990)
- Charlot, regia di Richard Attenborough (1992)
- Stoffa da campioni (The Mighty Ducks), regia di Stephen Herek (1992)
- Tartarughe Ninja III (Teenage Mutant Ninja Turtles III), regia di Stuart Gillard (1993)
- Cool Runnings - Quattro sottozero (Cool Runnings), regia di Jon Turteltaub (1993)
- I tre moschettieri, regia di Stephen Herek (1993)
- Piccoli campioni (Little Giants), regia di Duwayne Dunham (1994)
- La carica dei 101 - Questa volta la magia è vera (101 Dalmatians), regia di Stephen Herek (1996)
- Flubber - Un professore tra le nuvole (Flubber), regia di Les Mayfield (1997)
- Il fuggitivo della missione impossibile (Wrongfully Accused), regia di Pat Proft (1998)
- La carica dei 102 - Un nuovo colpo di coda (102 Dalmatians), regia di Kevin Lima (2000)